# ホンダ・トゥデイ (自動車)
トゥデイ（Today）は、本田技研工業が1985年から1998年にかけて製造・販売した軽自動車である。

## 概要
商用モデル(1985年発売)と乗用モデル(1988年発売)があり、商用モデルは軽ボンネットバン、乗用モデルには2ドア/4ドアセミノッチバックと3ドア/5ドアハッチバックがある。トゥデイという名前は英語で今日・本日を意味する。

## 初代 JW1/2/3/4/JA1/2/3型（1985年 - 1998年）
1985年（昭和60年）9月10日
軽ボンネットバン（商用車）として発表された（発売は翌9月11日）。CM出演者は今井美樹（～1991年まで）。初期のCMソングは「はぐれそうな天使」（当初は来生たかお版だったが、途中から岡村孝子版に変更。）
丸形ヘッドランプはエンジンフードとフロントバンパーにまで食い込み、リアコンビネーションランプはリアバンパー内に設置、またフロントワイパーはリンク機構付きのシングル式とユニークな仕様で、全体にスラント&ショートノーズデザインのスタイルが印象的な車である。このデザインは、社内デザイナーで後に四輪R&Dセンターのデザイン室長となった木越由和によるもので、一部で言われたピニンファリーナによるデザインという説は誤りである  。リアコンビランプは後にアクティのバン（2代目中期型以降）とバモスホビオに流用された。
シリンダーが水平近くにまで前傾されたエンジンの下にデファレンシャルギアを配置することによって、エンジンルームの全長を抑えて広い室内空間を実現していた。同社のCR-X（2代目）よりも長い2,330 mmのホイールベースと広いトレッド（前:1,225 mm・後:1,230 mm）により、最小回転半径は大きかったものの、当時の軽自動車を凌駕する操縦安定性を確保していた。いわゆる『M・M思想』（Man-Maximum・Mecha-Minimum）に基づき開発されたこのレイアウトの発案者は、後の本田技研4代目社長でもある川本信彦であった。
エンジンはEH型エンジンのみのラインナップ。当初は新たに直列3気筒もしくは4気筒エンジンの開発を企画していたが、予算も限られていたことから、アクティ用の2気筒エンジンをチューンして搭載する。組み合わせられるトランスミッションは、4速MTとホンダマチック（セミオートマチック）の2種。
打刻型式　JW１-100
1986年（昭和61年）11月
ブレーキのマスターシリンダーへマスターパワーを追加（Fタイプの一部を除く）、法改正でパーキングランプスイッチを廃止した。
打刻型式　JW1-120
1987年（昭和62年）9月
「G」をベースとした特別仕様車へ5速MTも搭載された。
1987年（昭和62年）2月20日
「Mタイプ」に女性向け装備の追加や専用色を設定した限定車「ポシェット」を発売。当初は限定車であったが、1990年のマイナーチェンジの際に通常グレードの1つとなった。
1988年（昭和63年）2月8日 - マイナーチェンジ
エンジンを直列3気筒のE05A型に変更し、電子燃料噴射式（PGM-FI）エンジン搭載車も設定。NAスポーツ路線を進むことになった。ヘッドランプの形はそれまでの丸形から長円形へと変わり、2代目シティの縮小版的なエクステリアデザインとなった。ホンダマチックが3速フルATに進化した。グレードは「G」/「M」/「F」、スポーツモデルの「Ri」と「Ri-Z」（PGM-FIエンジン、MT車は5速、タコメーター装備）。
オプションで電動サンルーフ（アウタースライド）も選択できた。なお、一部グレードにおいて、軽では異例の完全組み込み式のパワーウィンドウやリモコンドアミラーも設定された。また、点火方式がフルトランジスタとなった。
1988年（昭和63年）3月10日
「ライフ」以来の乗用セダンモデル（3ドアハッチバック）が追加された。グレードは「XG」およびPGM-FIエンジン搭載の「XTi」。しかし、のちの物品税廃止により乗用グレードの拡充を図るために「XE」、「XL」が追加される。
1990年（平成2年）2月23日 - 軽自動車の規格変更に合わせてのマイナーチェンジ。
全長が100 mm延ばされ、合わせてデザインも変更される。エンジンは660 ccのE07A型が搭載される。さらに、リアサスペンションを新開発の独立懸架としたリアルタイム4WD車を一ヶ月遅れで追加。乗用のグレードは「シーズン」とPGM-FIエンジン搭載の「QXi」、商用は「QF」と「シーズンL」。CMソングは沢田研二の「君をのせて 1990 version」（1971年の曲をリメイク。）
1991年（平成3年）
一部改良でパワーステアリング装着車が設定された。（ポシェットリミテッドに標準装備）
1992年（平成4年）12月
乗用モデルの生産終了。在庫対応分のみの販売となる。
1993年（平成5年）1月
乗用モデルがフルモデルチェンジして2代目となるのに合わせて、業務用の商用バン「トゥデイ PRO」のみのラインナップになる。
1994年（平成6年）9月
商用ユーザーやボンバンユーザーの確保および2代目前期型の後述する原因による販売不振により、パワーウィンドウ、パワーステアリング、マニュアルエアコン、ボディー同色カラードバンパー、ボディー同色ドアミラー、ボディー同色アウタードアハンドル、ホイールキャップなどを装備し、ボディカラーを5色に増やしてPROよりも上級な、主に主婦層のセカンドカー需要をターゲットにしたモデル「トゥデイ ハミング」（4ナンバー商用バン）を発売。これが2代目を上回る人気を獲得し、1998年（平成10年）9月に軽自動車の規格が変更される直前まで継続生産・販売された。

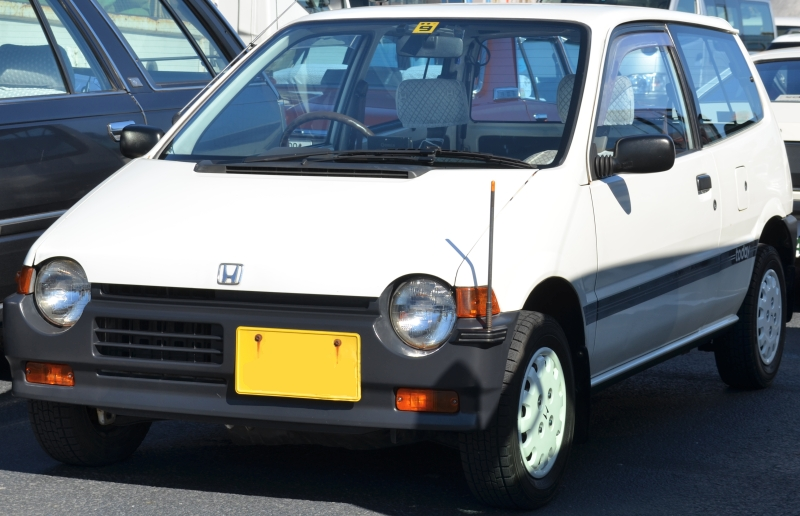
JW1型（1985年 - 1987年）
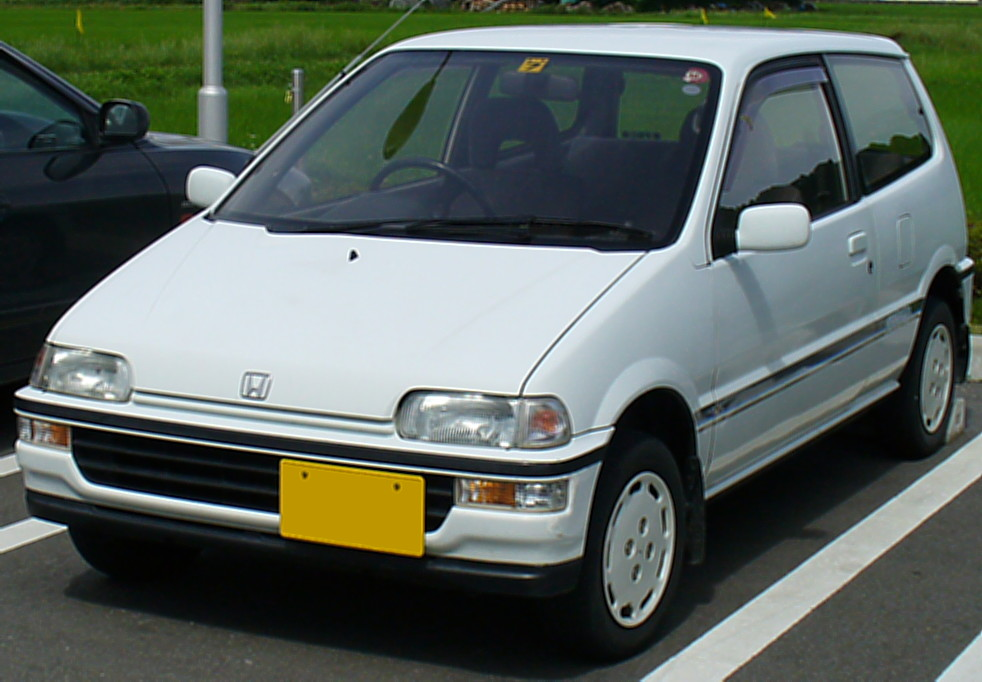
JA2型（1990年 - 1993年）
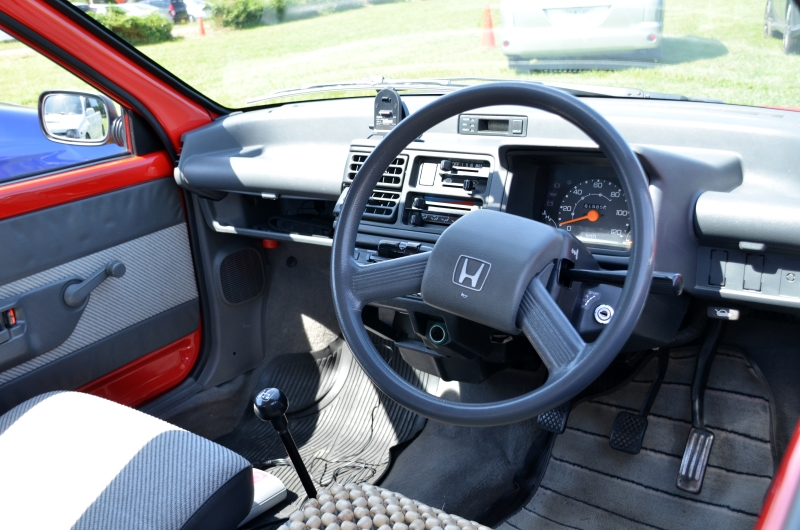
JW1型 車内

## 2代目 JA4/5型（1993年 - 1998年）
先代の乗用モデルは軽ボンネットバンの派生モデルだったが、2代目はセカンドカー需要（特に女性が運転する車）を想定して企画され、乗用専用設計としてフルモデルチェンジされる 。初代よりロゴは英小文字を使用したデザインだったが、2代目では更に変更され、より女性向けのおしゃれな感覚を表現したものとなる。
室内ではダッシュボード上の「フローティングパッド」が目新しかった。
サスペンションは方式（前:ストラット・後:車軸式・FF車）こそ変わらないものの、より乗用車らしい乗り心地に進化した。CM出演者は牧瀬里穂。
1993年（平成5年）1月26日
2ドアモデルが発表。
1993年（平成5年）5月7日
「トゥデイ アソシエ」（Associe）と名付けられた4ドアモデルが発表。
2ドア、4ドア共に、ボディ形状が先代のハッチバックとは異なり、独立した荷室となるトランクを採用したセミノッチバックとなった。これは初代Miniや、かつて同社から発売されていたN360（2ドアセダン）や初代ライフ（2/4ドアセダン）、初代シビック（2/4ドアセダン）等で使われていた手法で、「ほとんどの積み荷が日常の手荷物程度である」事を理由として、バンとは一線を画す乗用車を主張していた。しかし、このトランクは後述の特異なリアサスペンション構造により絶対的なスペースが小さく、使い勝手も悪かった事から市場には不評であった。尚、パワーウィンドウは、前席のみであり、4/5ドアモデルの後席は手動式ウィンドウである。
エンジンは先代から継承するE07A型で、キャブレター仕様の廃止に伴い、全グレードがPGM-FI仕様となった。更に、ビートに搭載されたMTREC（ツインマップ燃料噴射制御&各気筒独立スロットル機構）仕様のエンジンをデチューンし（58PS）搭載したモデル（前期「Xi」、後期「Rs」）もあった。このMTRECは、同機構のスロットル開度とエンジン回転数とで燃料噴射量を制御方法(θTH-Ne)は、F1エンジン等でも使用されているものである。また、MTREC車のみ3本スポークステアリング、タコメーターが装備される。
1996年（平成8年）2月16日 - マイナーチェンジ
不評だったトランクがオーソドックスなハッチバックに変更され、前期型の2ドアモデルは3ドアに、4ドアモデルは5ドアとなった。CM出演者は飯島直子に変更。
1974年（昭和49年）以来の名前を復活し1997年（平成9年）4月18日に発表された2代目「ライフ」には、当代の主要コンポーネントが流用され、型式も同じJA4であった。
1998年（平成10年）9月
軽自動車規格が変更される直前に、3代目「ライフ」に事実上統合される形で製造・販売を終了した。この事を機に、ホンダのラインアップにおいて、機械式立体駐車場に入庫可能な軽自動車（4人乗り）が、N-ONEのマイナーチェンジで低全高タイプの「G・LOWDOWN」・「Premium Tourer・LOWDOWN」が設定される2015年（平成27年）7月まで、長きにわたって不在であった。

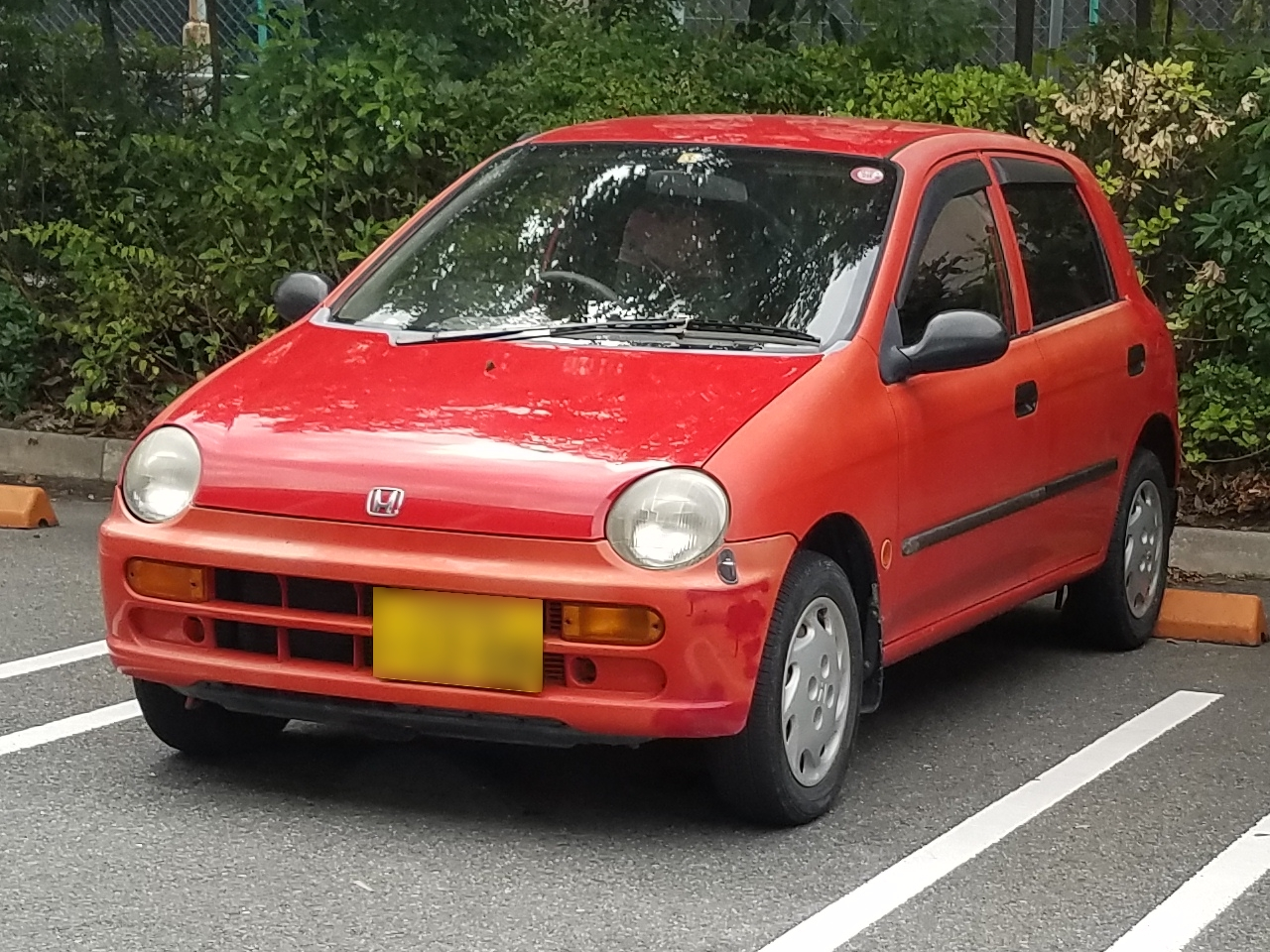
前期型 アソシエXi
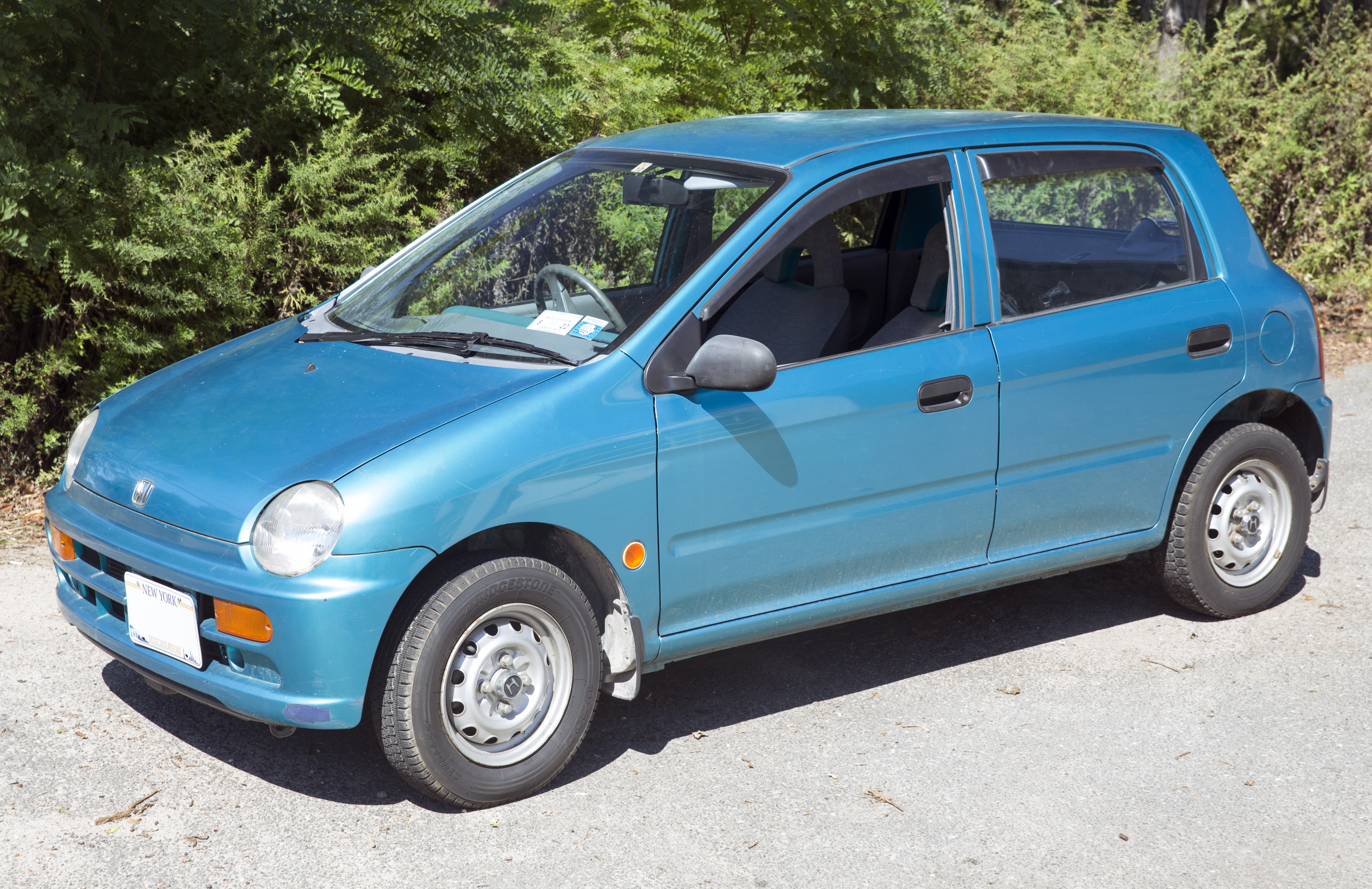
前期型 アソシエGi
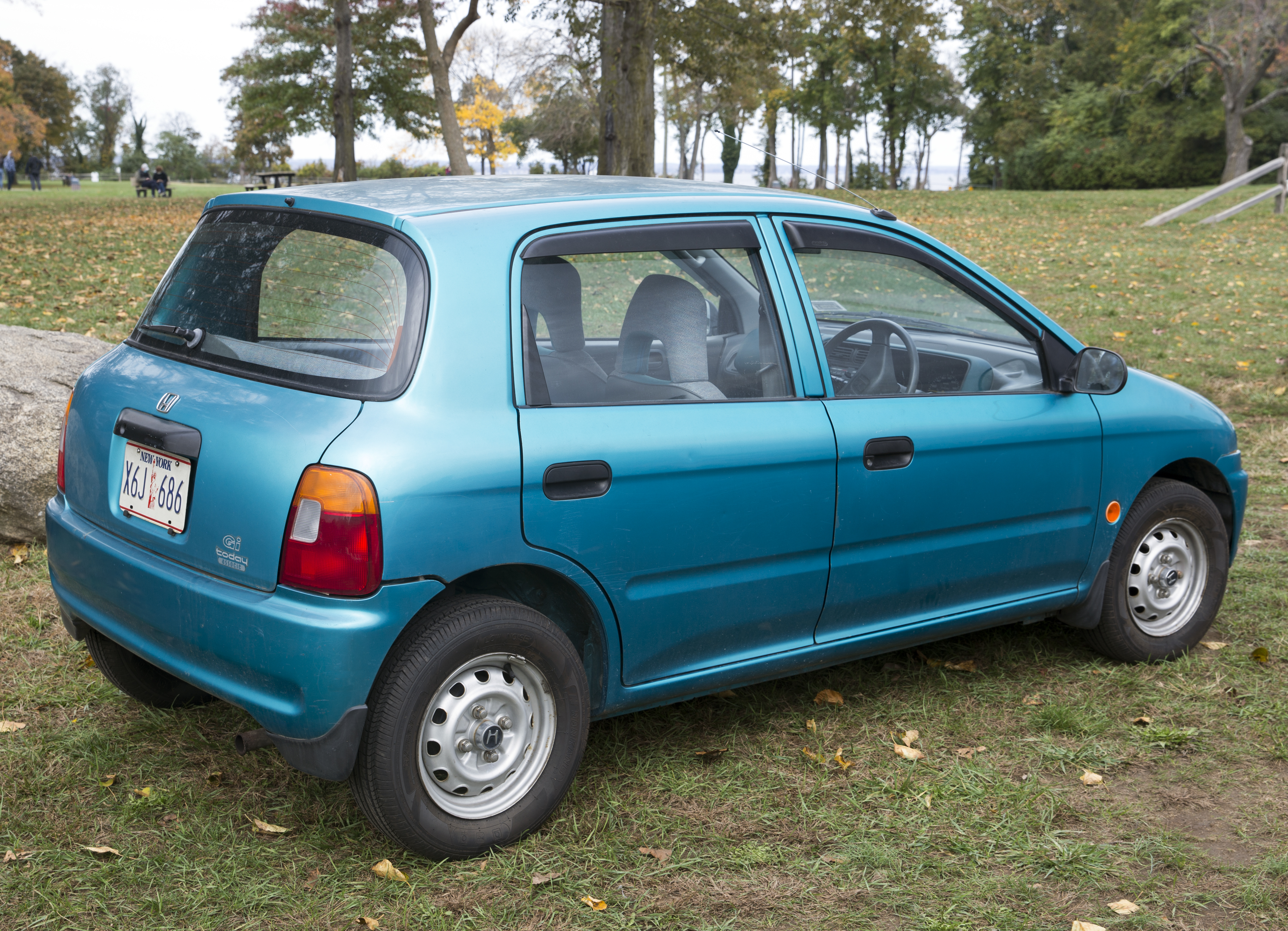
前期型 アソシエGi
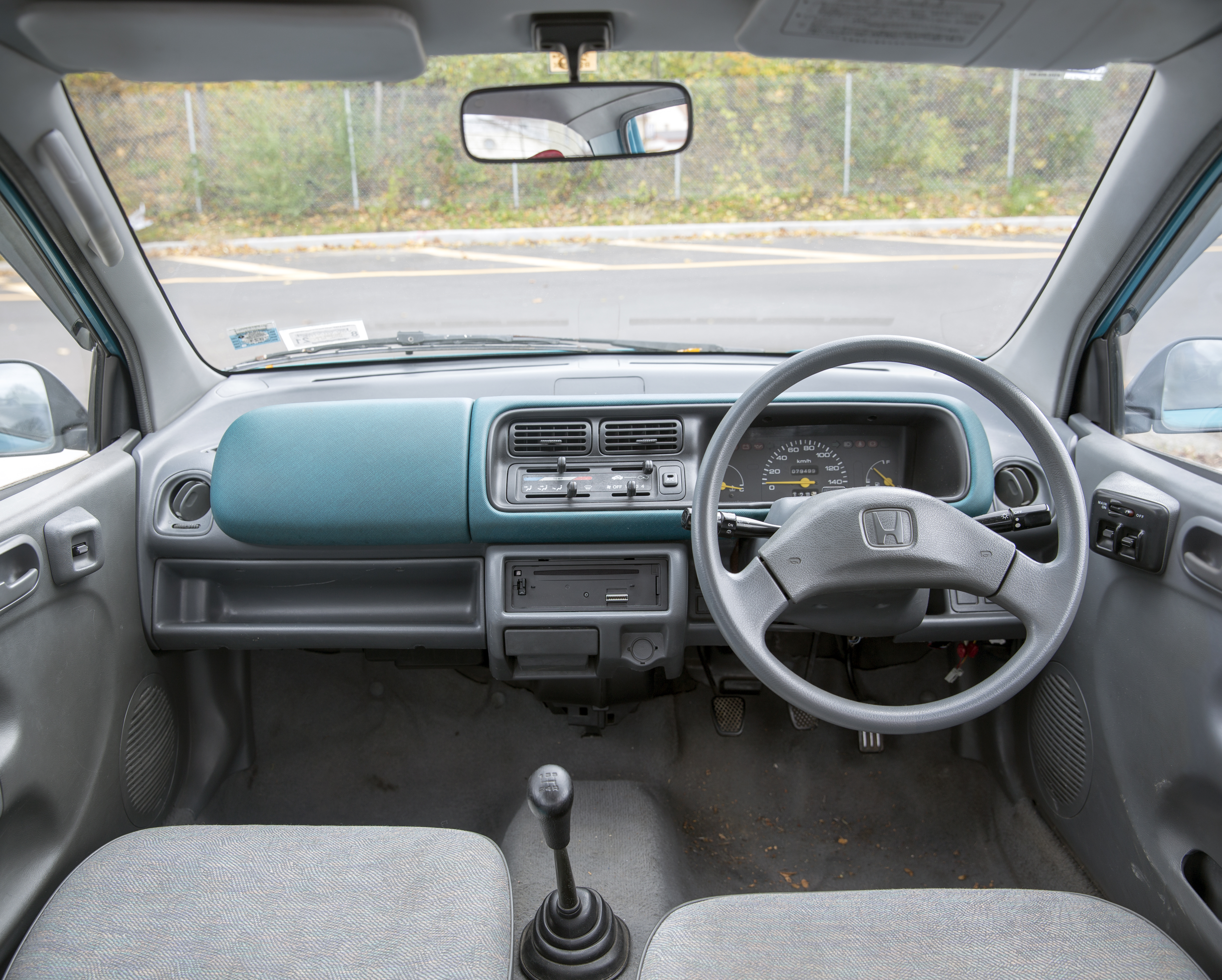
前期型 アソシエGi フローティングパッドが目立つ室内
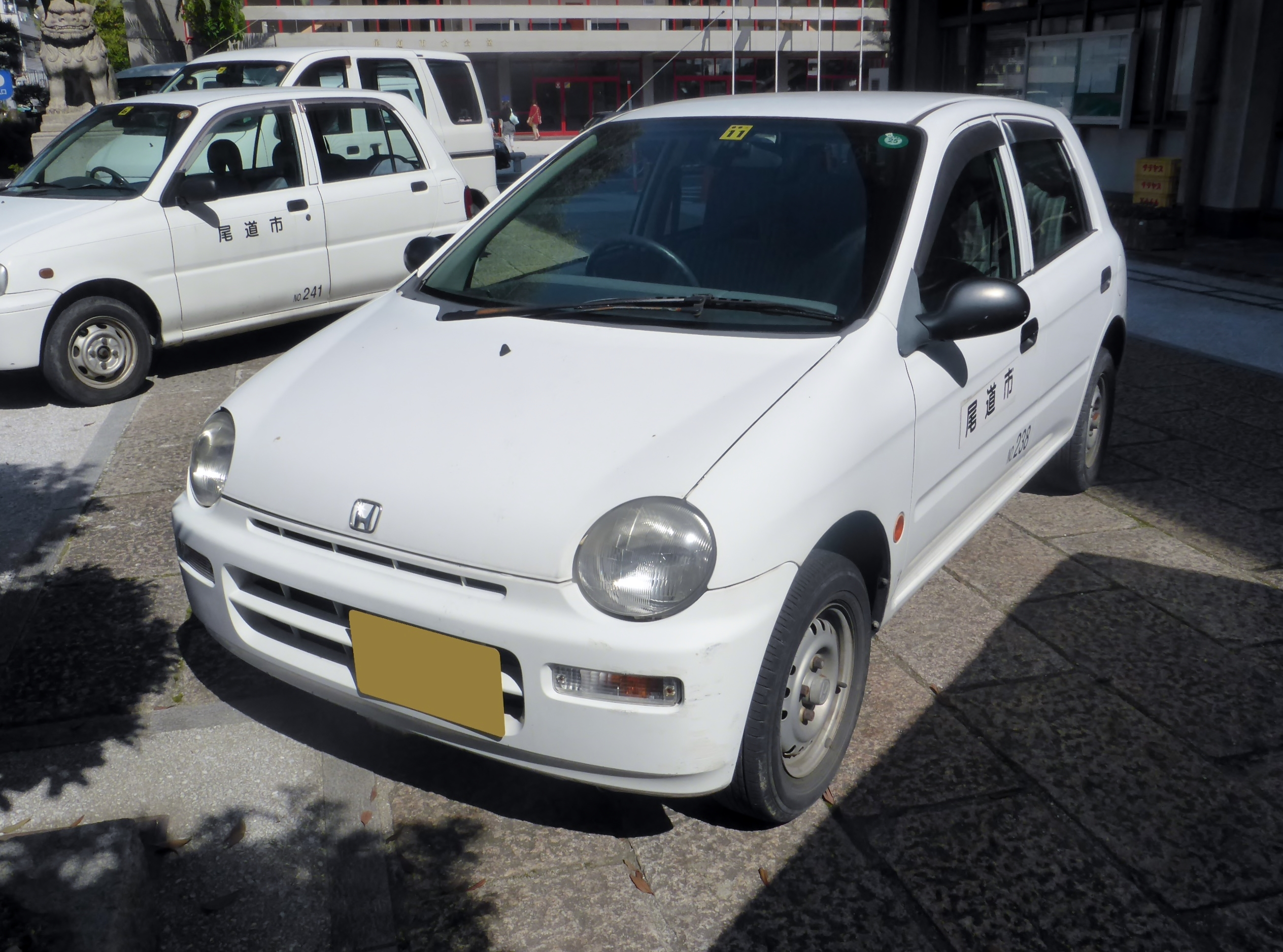
後期型 5ドアLf
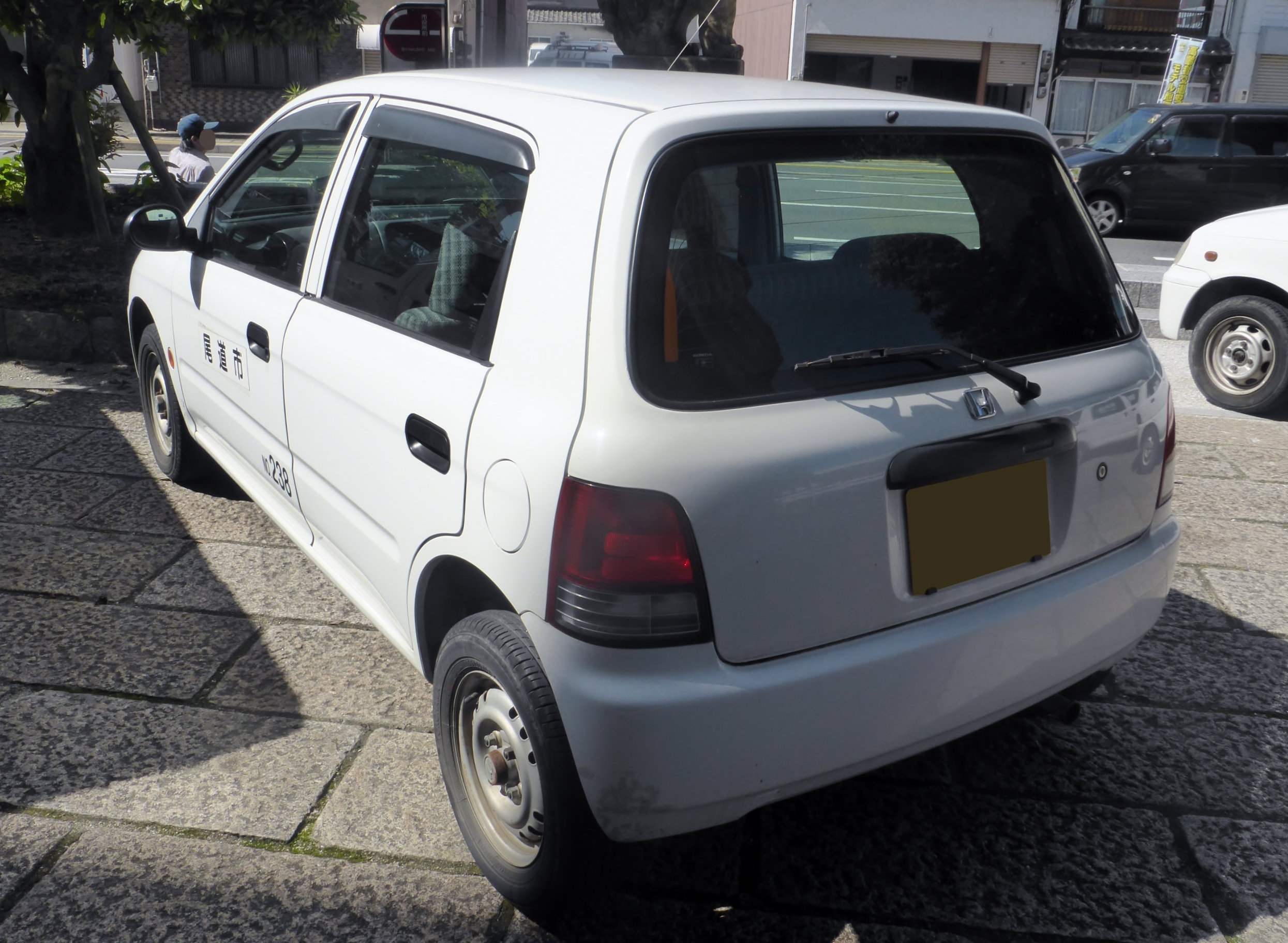
後期型 5ドアLf

## 搭載エンジン
EH型
- エンジン種類：水冷直列2気筒横置き
- 弁機構：SOHCベルト駆動 吸気1 排気1
- 排気量：545cc
- 内径×行程：72.0mm×62.0mm
- 圧縮比：9.5
- 最高出力：31PS/5,500rpm
- 最大トルク：4.4kgf·m/4,000rpm
- 燃料供給装置形式：キャブレター（CVキャブレター）
- 使用燃料種類：無鉛レギュラーガソリン
- 燃料タンク容量：30L

E05A型
- エンジン種類：水冷直列3気筒横置き
- 弁機構：SOHCベルト駆動 吸気2 排気2
- 排気量：547cc
- 内径×行程：62.5mm×59.5mm
- 圧縮比：9.8
- 最高出力：36PS/6,500rpm（キャブレター）、40PS/8,000rpm（燃料噴射 乗用AT）、42PS/8,000rpm（燃料噴射 乗用MT/商用AT）、44PS/8,000rpm（燃料噴射 商用MT）
- 最大トルク：4.5kgf·m/5,200rpm（キャブレター）、4.6kgf·m/4,500rpm（燃料噴射 MT）、4.7kgf·m/4,500rpm（燃料噴射 AT）
- 燃料供給装置形式：キャブレター（CVキャブレター） 、電子制御燃料噴射式（PGM-FI）
- 使用燃料種類：無鉛レギュラーガソリン
- 燃料タンク容量：初代EH型を参照

E07A型
- エンジン種類：水冷直列3気筒横置き
- 弁機構：SOHCベルト駆動 吸気2 排気2
- 排気量：656cc
- 内径×行程：66.0mm×64.0mm
- 圧縮比：9.8
- 最高出力：42PS/6,000rpm（キャブレター）、52PS/7,500rpm（燃料噴射）
- 最大トルク：5.4kgf·m/5,000rpm（キャブレター）、5.6kgf·m/4,500rpm（燃料噴射）
- 燃料供給装置形式：キャブレター（CVキャブレター） 、電子制御燃料噴射式（PGM-FI）
- 使用燃料種類：無鉛レギュラーガソリン
- 燃料タンク容量：初代EH型を参照

E07A型
- エンジン種類：水冷直列3気筒横置き
- 弁機構：SOHCベルト駆動 吸気2 排気2
- 排気量：656cc
- 内径×行程：66.0mm×64.0mm
- 圧縮比：9.8
- 最高出力：48PS/6,300rpm（シングル スロットル）、58PS/7,300rpm（MTREC）
- 最大トルク：5.8kgf·m/5,500rpm（シングル スロットル）、6.1kgf·m/6,200rpm（MTREC）
- 燃料供給装置形式：電子制御燃料噴射式（PGM-FI）
- 使用燃料種類：無鉛レギュラーガソリン
- 燃料タンク容量：30L（FF）、28L（4WD）

## モータースポーツ
初代モデルは、軽さ、重心の低さ、デザインに加え、チューニング用パーツにビートや2代目のものが数多く流用できるため、軽のレースでは人気が高かった。
2代目の前期モデルは、開口面積が小さいためボディ剛性は後期型（他メーカーのハッチバックモデルに比べても）より高く、スポーツ走行に向いていると言われ、現在行われている軽カーのレースでは前期型をベースにした車両が多い。
中でもホンダオート岡山販売が所有する個体(初代モデル)は「世界最速のトゥデイ」とも呼ばれ、660㏄でありながら推定250馬力以上を発揮し、サーキットでポルシェ等の高級スポーツカーを追い抜く映像がネットにも多数投稿されている。

## その他
- ホンダ車向けアフターパーツを手掛ける無限からJW1向けのRoopaというボディキットが発売されていた。ウーパールーパーをモチーフにしたデザインで、後部の灯火機類はマツダ・ポーターキャブのものが流用されていた。
- 初代(JW1)の前期が藤島康介の漫画「逮捕しちゃうぞ」に主人公2人の車として登場している(原作ではEH改660DOHCインタークーラレスターボ仕様、アニメ版ではエンジンがビート用のE07Aに換装された上にDOHC+インタークーラー付きターボ化されている)。
- 2代目トゥディ（JA4)が登場、主人公の乗る漫画に、山口かつみ「クロスオーバーレブ！」がある。
- 『忍者戦隊カクレンジャー』第17話にて、土田大演じるサイゾウが購入した車として登場。物語冒頭で破壊される展開のため、登場場面自体は少ない。